# Malé Labe
Malé Labe je řeka v Krkonoších v okrese Trutnov. Je dlouhá 24,1 km. Plocha povodí měří 73,1 km². Horní tok až po soutok s Kotelským potokem v Dolním Dvoře se nazývá též Klínový potok.

## Průběh toku
Pramení jako Klínový potok na jihozápadním úbočí Zadní Planiny asi 12 km jihovýchodně od pramenů Labe v nadmořské výšce okolo 1310 m. Teče rovnoběžně s Labem, protéká Klínovými Boudami, Strážným, Dolním Dvorem, Horním, Prostředním a Dolním Lánovem a ústí zleva do Labe mezi obcí Prosečné a městem Hostinné.

## Sport
Pro vodáky je Malé Labe sjízdné od Kamenného mlýna v délce 15 km a obtížnosti WW IV. Běžkařům je upravována stopa podél Klínového potoka ze Strážného k vodopádu Klínového potoka. Ve svazích nad potokem jsou tři sjezdové skiareály Strážné, Luisino údolí a Friesovy boudy.    

### Větší přítoky
- levé – Arnoldova strouha, Friesova strouha, Husí potok, Kotelský potok, Pekelský potok, Končinský potok
- pravé – Klínová strouha, Jehněčí potok, Mezilabský potok

## Vodní režim
Hlásný profil:
| místo       | říční km | plocha povodí | průměrný průtok (Qa) | stoletá voda (Q100) |
| ----------- | -------- | ------------- | -------------------- | ------------------- |
| Horní Lánov | 10,60    | 39,84 km²     | 1,27 m³/s            | 64,3 m³/s           |